# 斯庫爾奇

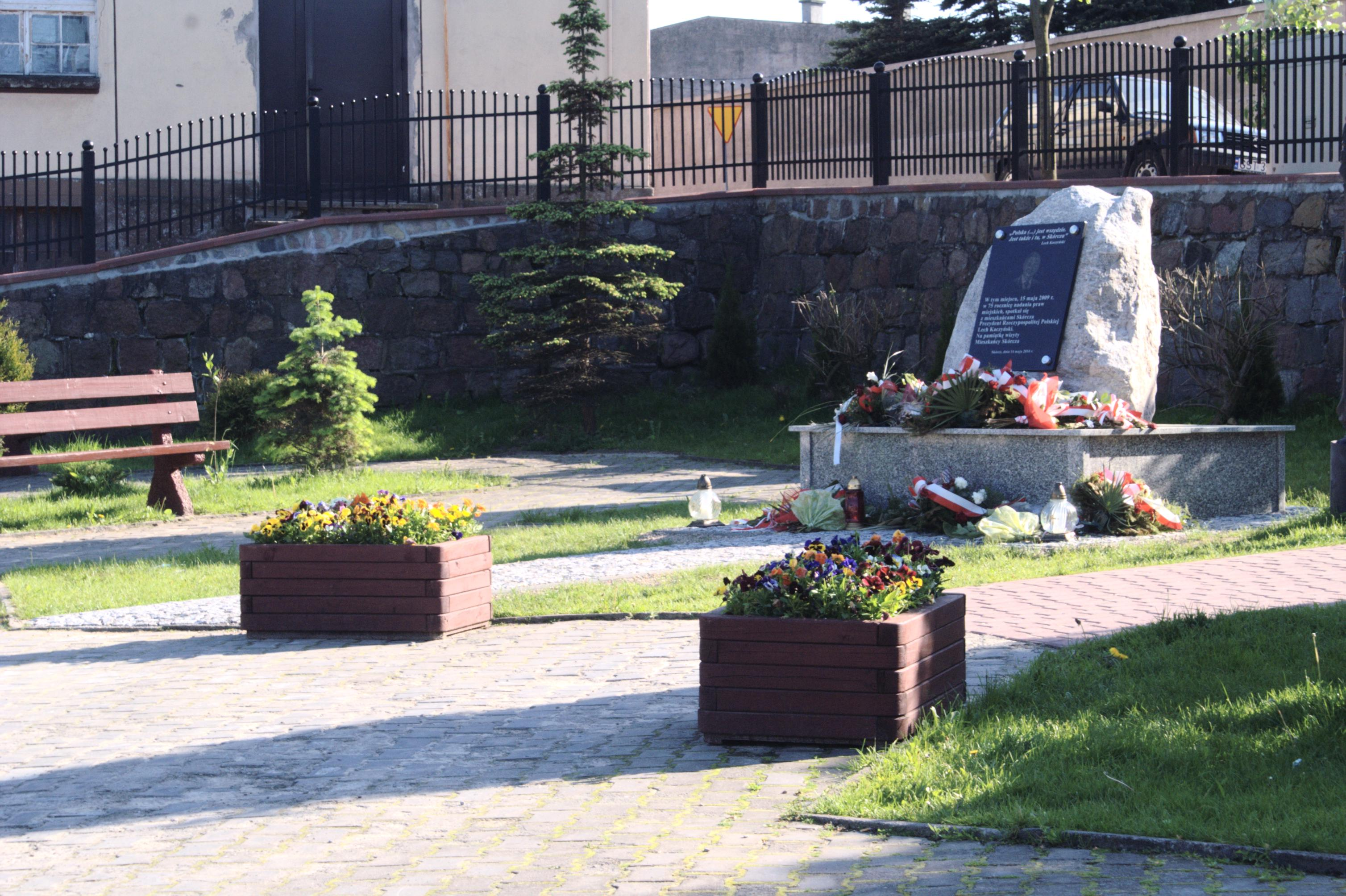

斯庫爾奇是波蘭的城鎮，位於該國北部，由濱海省負責管轄，面積3.67平方公里，該鎮出土的文物可追溯至公元前2500至1700年，2006年人口3,512。
53°48′N 18°32′E / 53.800°N 18.533°E